# Eggerstedt (Pinneberg)
Eggerstedt ist ein Stadtteil von Pinneberg im Kreis Pinneberg in Schleswig-Holstein. Eggerstedt grenzt an die Pinneberger Stadtteile Thesdorf, Quellental und Waldenau-Datum.

## Geschichte
Archäologisch nachgewiesen ist ein Dorf auf dem Gebiet schon im frühen 9. Jahrhundert. Das Dorf wurde später ein Teil der Gemeinde Thesdorf und ist mit dieser 1927 nach Pinneberg eingemeindet worden.
1939 wurde in Eggerstedt nach einer Bauzeit von zwei Jahren die Eggerstedt-Kaserne eröffnet. Ab 1945 diente diese erst als Auffanglager von sogenannten Displaced Persons, also durch die Wirren des Zweiten Weltkrieges nach Deutschland geratenen Personen. Von 1946 bis 1949 gab es hier auch die Baltische Universität. Später dienten die Gebäude auch zur Unterbringung Heimatvertriebener. 1959 wurde die Kaserne der Bundeswehr übergeben und diente bis 2003 als Truppenunterkunft.

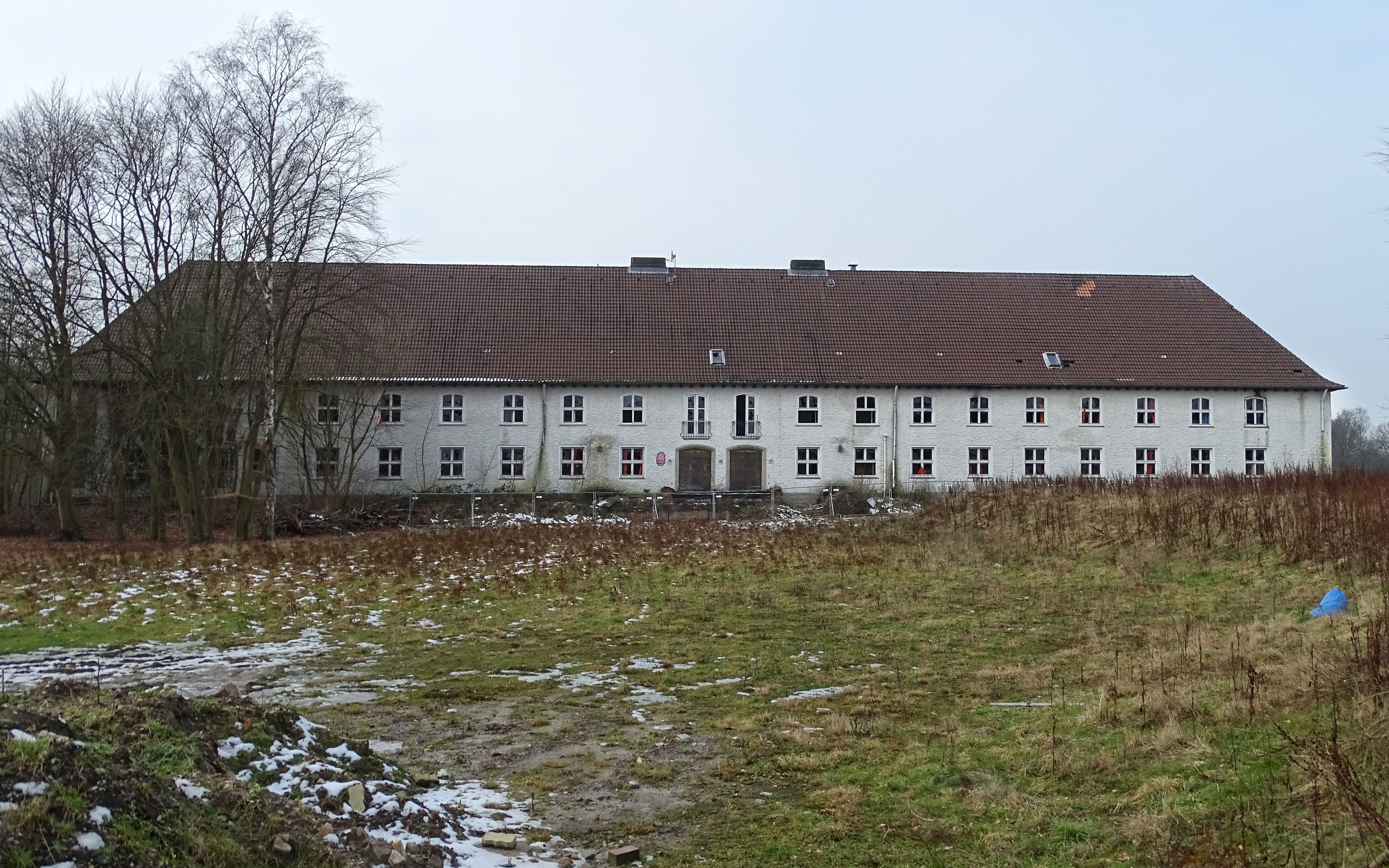
Kaserne Eggerstedt
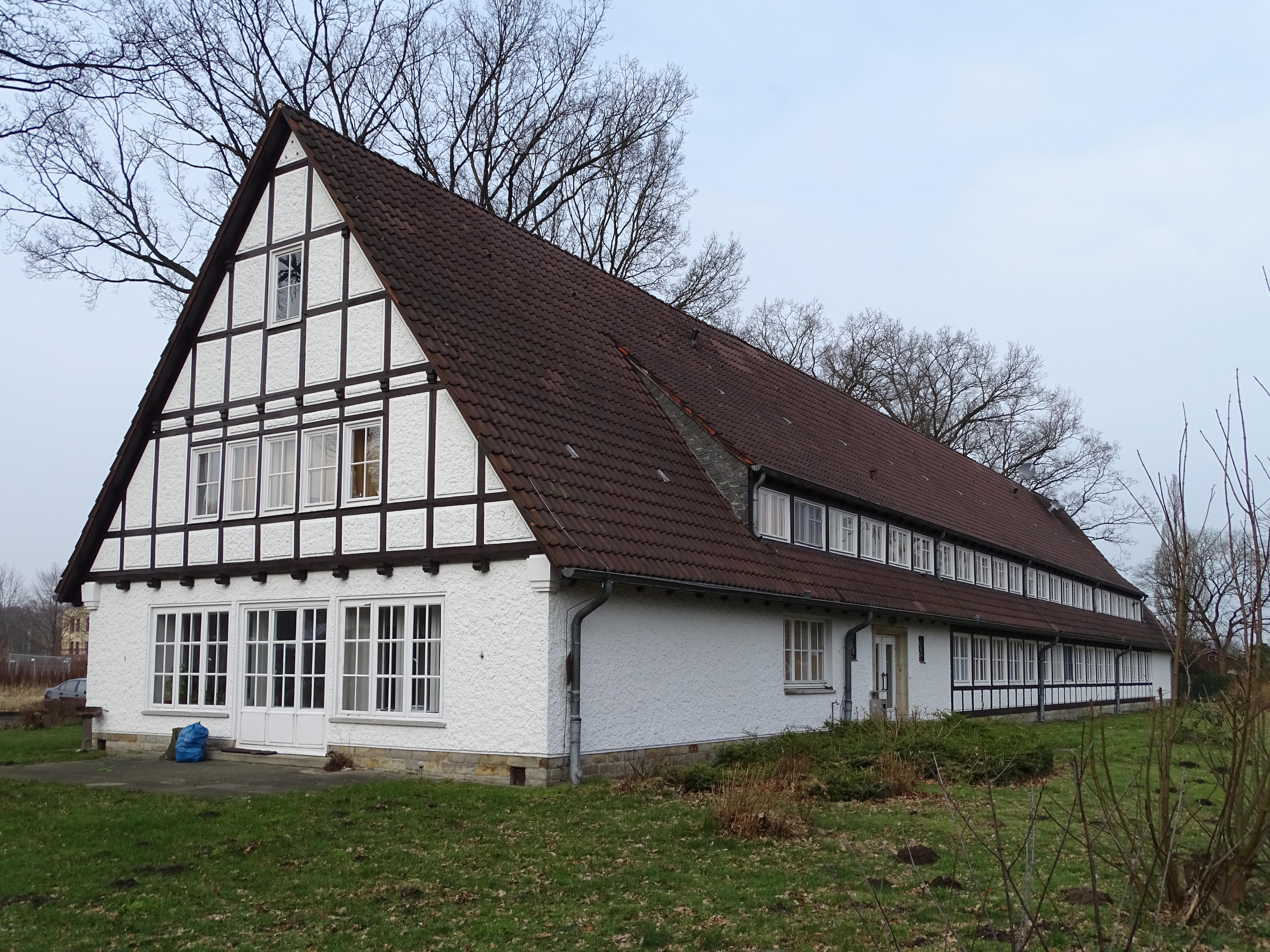
Kantine der Kaserne
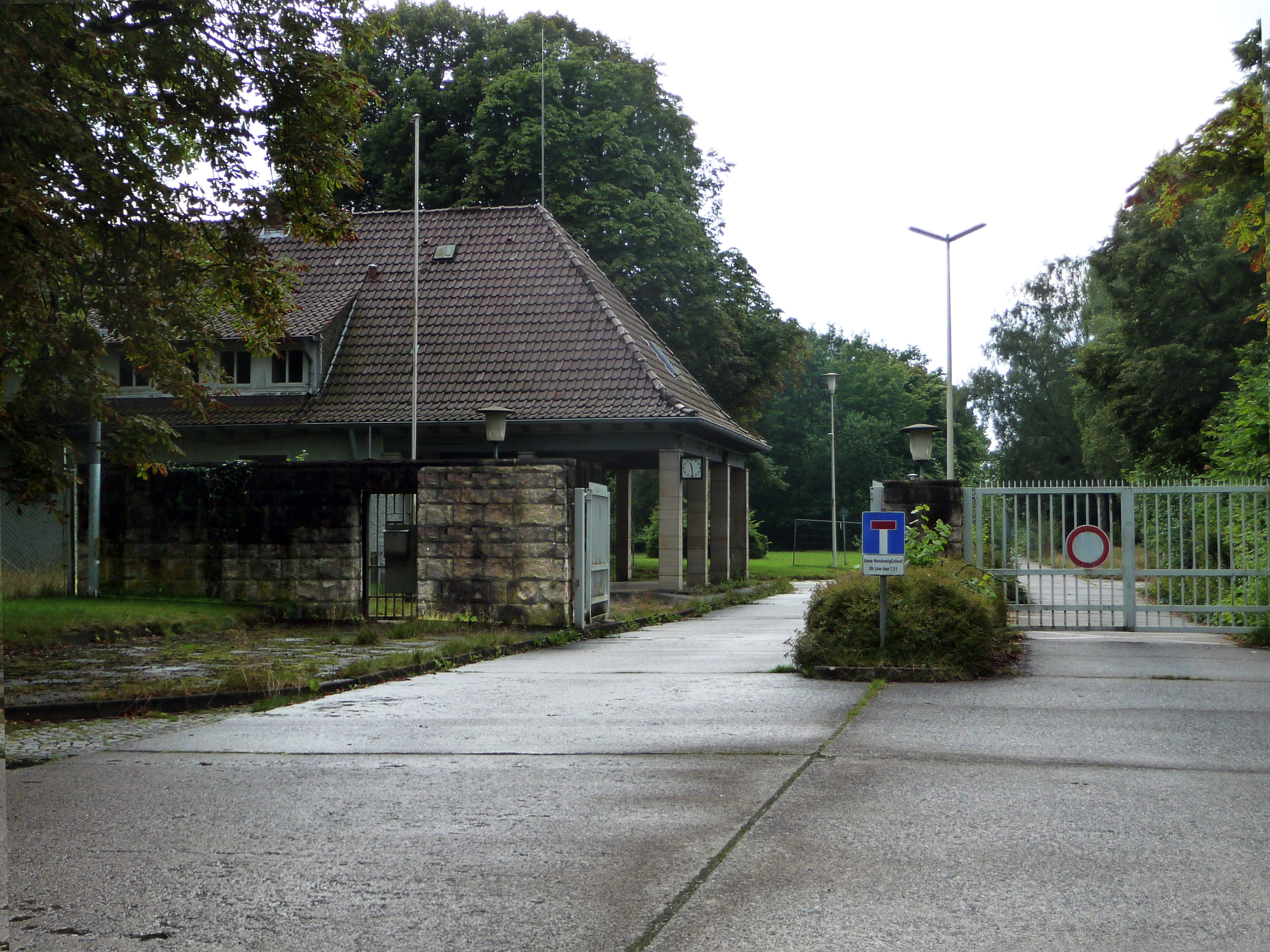
Wache der Kaserne

## Verkehr und Infrastruktur
Die Verkehrsanbindung des Stadtteiles erfolgt durch folgende VHH-Buslinien innerhalb des Hamburger Verkehrsverbundes (HVV):
2850  Bf. Pinneberg –  Thesdorf – Waldenau – Schenefeld –  Iserbook – Iserbrook Nord
3950  Wedel – Appen-Etz – Eggerstedt –  Bf. Pinneberg – Rellingen – Tangstedt – Hasloh – Norderstedt-Garstedt